# 西雲寺 (福井市)
西雲寺（さいうんじ）は、福井県福井市武周町にある真宗佛光寺派の寺院である。山号は専念山。本尊は阿弥陀如来。

## 歴史
1666年（寛文6年）、文栄によって創建。
境内にはシダレザクラが植えられており、福井市の指定天然記念物に指定されている。

## 交通
- JR・えちぜん鉄道「福井駅」より車で約35分。